# Балканска математичка олимпијада
Балканска математичка олимпијада је годишње такмичење у математици ученика средњих школа из земаља чланица такмичења. Свака балканска земља се позива да пошаље екипу од 6 ученика, вође и заменика вође екипе, а на такмичењу учествују ван конкуренције и екипе из неких земаља које нису чланице такмичења, као и традиционално друга екипа земље домаћина.
Такмичари за 4½ сата решавају 4 проблемска задатка који се бодују сваки са по 10 поена. Задаци се преводе на језике земаља учесница и такмичари своја решења пишу на свом матерњем језику. Поени се одређују у поступку координације, у којем решења оцењују координатори које обезбеђује земља домаћин уз консултацију са вођом екипе. На основу резултата такмичења, додељују се прве, друге и треће награде, тако да укупан број награђених ученика по правилу не прелази 2/3 укупног броја такмичара и да је однос броја првих, других и трећих награда приближно 1:2:3. Балканска математичка олимпијада је појединчано такмичење, али се поени репрезентативаца традиционално сабирају и тако добија незванични поредак екипа.
Земље чланице такмичења су Албанија, Босна и Херцеговина, Бугарска, Грчка, Кипар, Македонија, Молдавија, Румунија, Србија, Турска и Црна Гора. У ранијим годинама учествовале су екипе некадашње СФР Југославије (која се придружила 1987), СР Југославије, и Србије и Црне Горе. Такмичење се традиционално одржава крајем априла или почетком маја, а земља одржавања мења се међу земљама чланицама сваке године системом ротације.

## Списак БМО
| 1. БМО  | 1984.                  | Атина, Грчка             |
| 2. БМО  | 1985.                  | Софија, Бугарска         |
| 3. БМО  | 1986.                  | Букурешт, Румунија       |
| 4. БМО  | 1987.                  | Атина, Грчка             |
| 5. БМО  | 1988.                  | Никозија, Кипар          |
| 6. БМО  | 1989.                  | Сплит, СФР Југославија   |
| 7. БМО  | 1990.                  | Софија, Бугарска         |
| 8. БМО  | 1991.                  | Констанца, Румунија      |
| 9. БМО  | 1992.                  | Атина, Грчка             |
| 10. БМО | 1993.                  | Никозија, Кипар          |
| 11. БМО | 1994.                  | Нови Сад, СР Југославија |
| 12. БМО | 1995.                  | Пловдив, Бугарска        |
| 13. БМО | 1996.                  | Бакау, Румунија          |
| 14. БМО | 28. април-4. мај 1997. | Калабака, Грчка          |
| 15. БМО | 3.-9. мај 1998.        | Никозија, Кипар          |
| 16. БМО | 6.-12. мај 1999.       | Охрид, Македонија        |
| 17. БМО | 3.-9. мај 2000.        | Кишињев, Молдавија       |
| 18. БМО | 3.-9. мај 2001.        | Београд, СР Југославија  |
| 19. БМО | 25. април-1. мај 2002. | Анталија, Турска         |
| 20. БМО | 2.-8. мај 2003.        | Тирана, Албанија         |
| 21. БМО | 5.-11. мај 2004.       | Плевен, Бугарска         |
| 22. БМО | 4.-10. мај 2005.       | Јаши, Румунија           |
| 23. БМО | 27. април-3. мај 2006. | Агрос, Кипар             |
| 24. БМО | 26. април-2. мај 2007. | Родос, Грчка             |
| 25. БМО | 4.-10. мај 2008.       | Охрид, Македонија        |
| 26. БМО | 29. април-5. мај 2009. | Крагујевац, Србија       |
| 27. БМО | 2010.                  | Молдавија                |
| 28. БМО | 2011.                  | Румунија                 |
| 29. БМО | 2012.                  | Анталија, Турска         |
| 30. БМО | 28. јун-3. јул 2013.   | Агрос, Кипар             |